# 원더보이 III: 드래곤의 함정
《원더보이 III: 드래곤의 함정》(영어: Wonder Boy III: The Dragon's Trap)은 웨스톤 비트 엔터테인먼트가 개발하고 세가가 배급한 액션 어드벤처 플랫폼 게임이다. 《원더보이》 시리즈의 네번째 작품으로, 최초로 오락실용이 아닌 가정용 콘솔 전용으로 제작됐다. 자동진행 슈팅 게임이었던 전작 《원더보이 III: 몬스터 레어》와 달리 《원더보이 인 몬스터 랜드》의 디자인을 가져온 비직선형 횡스크롤 플랫폼 게임으로 변모했다.
이전작 《원더보이 인 몬스터 랜드》의 마지막 레벨에서부터 게임이 재개되며, 보스전을 치른 직후 메카드래곤의 저주를 받아 용이 된 원더보이가 다시 인간의 모습으로 돌아가기 위해 모험을 계속하는 것으로 본편이 시작된다. 각 지역을 탐방하며 새로운 장비를 획득하는 것 이외에 각종 동물로 변신할 수 있는 특기도 배울 수 있는데, 각 동물마다 가진 특수한 능력을 이용해 몬스터 랜드의 스테이지들을 돌파하는 것이 게임의 주된 목표이다.
발매 직후 《원더보이 III: 드래곤의 함정》는 게임 언론으로부터 극찬을 받았으며, 그 장점으로 미려하고 귀여운 그래픽, 중독성 있는 음악, 다양성이 가미된 게임플레이가 꼽혔다. 일렉트로닉 게이밍 먼슬리에서는 1989년 "올해의 게임"으로 선정했다.
1989년 세가 마스터 시스템으로 서양 지역에 최초로 출시됐으나 이 판은 일본엔 발매되지 않았다. 최초 발매 후 다양한 기종으로 이식판이 제작됐다. 1991년 허드슨이 이식판 PC 엔진판이 일본에선 《어드벤처 아일랜드》, 미국에선 《드래곤의 함정》라는 제목으로 발매됐다. 1992년에는 웨스톤이 직접 이식한 게임 기어 버전이 일본에서 《몬스터 월드 II: 드래곤의 함정》라는 이름으로 발매됐다. 2009년에는 일본 휴대 전화용으로, 2011년에는 iOS 호환 기종으로 모바일판이 출시됐다. 그 밖에 브라질에서는 마스터 시스템 판에서 캐릭터들을 만화 시리즈 《모니카와 친구들》의 등장인물들로 바꾼 특별판이 제작된 바 있다.
2017년 4월, 리저드큐브가 개발하고 닷에뮤가 배급한 리메이크 《원더보이: 드래곤즈 트랩》이 출시됐다. 이 버전은 손수 다시 그려진 리마스터 그래픽과 새로운 어레인지 음악으로 무장했으며, 추가로 기존 8비트 그래픽으로 실시간으로 전환해 플레이하는 기능도 있다. 닌텐도 스위치, 플레이스테이션 4, 엑스박스 원으로 먼저 발매됐다.

## 평가
| 평론 점수            | 평론 점수          | 평론 점수 | 평론 점수    |
| 평론사               | 점수               | 점수      | 점수         |
| 평론사               | 세가 마스터 시스템 | PC 엔진   | Wii          |
| -------------------- | ------------------ | --------- | ------------ |
| ACE                  | 915/1000           |           |              |
| 올게임               | [ 2 ]              |           | [ 3 ]        |
| CVG                  | 86% 96%            |           |              |
| 게임프로             |                    | 20/25     |              |
| IGN                  |                    |           | 7.5/10       |
| 닌텐도 라이프        |                    |           | [ 9 ] [ 10 ] |
| Joystick             | 88%                |           |              |
| Mean Machines        | 95%                |           |              |
| Mean Machines Sega   | 95%                |           |              |
| Raze                 |                    | 80%       |              |
| Sega Power           | [ 15 ]             |           |              |
| Sega Pro             | 97%                |           |              |
| S: The Sega Magazine | 92%                |           |              |
| The Games Machine    | 71%                | 86%       |              |
| Video Games          | 83%                |           |              |
| Zero                 | 73%                |           |              |

| 수상                      | 수상                                        |
| 평론사                    | 수상                                        |
| ------------------------- | ------------------------------------------- |
| Electronic Gaming Monthly | Best Game of the Year (Master System), 1989 |